# Dasyuroides
Dasyuroides es un género de marsupiales dasiuromorfos de la familia Dasyuridae. Son carnívoros propios de Australia. Tradicionalmente venía clasificándose en el género Dasycercus.
El género Dasyuroides comprende solo dos especies, una de las cuales, (Dasyuroides achilpatna), solo se conoce por hallazgos fósiles.